# Le Trombinoscope (revue)
Ne doit pas être confondu avec Le Trombinoscope.
Le Trombinoscope est une revue satirique française de Léon Bienvenu sous le pseudonyme de Touchatout, qui a paru, de 1871 à 1882 en 240 livraisons à 15 centimes. Chaque livraison se composait de 4 pages encadrées d’un filet noir et comprenait un portrait-charge dû à Georges Lafosse, Draner, Gill, etc.

## Étymologie
Cette revue inaugure le terme de « trombinoscope », composé à partir de l’argot « trombine », qui désigne le visage en argot, avec le suffixe « -scope », et qui sera très largement réutilisé, par la suite, dans langue française.

## Historique
Publié tout d’abord sous forme de journal hebdomadaire , puis semi-hebdomadaire, les articles composant le Trombinoscope ont ensuite été réunis en 2 volumes parus en 1874 et 1878.
Chaque numéro était consacré à une personnalité française ou étrangère, pour la plupart, contemporaines, mais aussi à des personnages allégoriques tels que Justin-Sincère Suffrage Universel, Aimée-Désirée République ou Anastasie Censure. Ces notices biographiques, où se mêlaient allègrement le vrai et le faux, commençaient le plus souvent par l’histoire hautement fantaisiste de la naissance du personnage ciblé. Chaque article était orné d’un portrait, sauf quand la charge caricaturale était trop forte, auquel cas la censure gouvernementale, alors omniprésente, veillait à sa suppression immédiate.

## La censure
La censure s’est fréquemment exercée contre le Trombinoscope : dans le tome I, elle a interdit le portrait de Jules Grévy. Dans le tome II, elle a interdit la publication des portraits de Nasseredin Shah et de Vélocipède IV (le Prince Impérial,. Dans le tome III, elle a interdit le portrait de d'Ennery ; dessin sur l’Académie française; sur le Septennat ; sur le Journal des Débats ; portraits de Monselet ; de Magne ; du général de Cissey ; de Communiqué ; de de Fourtou ; de Vautrain ; de Decazes ; de Sarah Bernhardt ; de Blanche Pierson ; de Senard ; de Mlle Croizette ; de de Cumont ; de Barbey d'Aurevilly; et d’Alphonse XII,. La préface de ce volume, qui a aussi été l’objet d'une interdiction de la censure, a été réimprimée avec le titre : l’exemplaire de la Bibliothèque nationale contient la préface interdite et celle autorisée. Dans le tome IV, dont la dernière biographie est celle de Léon Bienvenu lui-même, ont été interdits : les portraits de l’Ordre moral; de l’amiral La Roncière Le Noury ; de Cocu ; et de M. Claude,.

## Postérité
Un titre illustré et une préface ont été mis en vente pour chaque volume à 15 centimes.

## Galerie

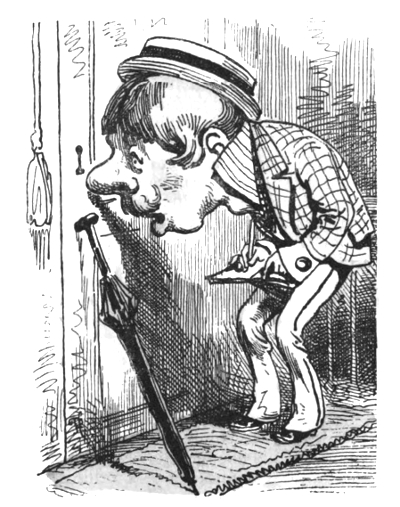
Portrait satirique du métier de reporter.
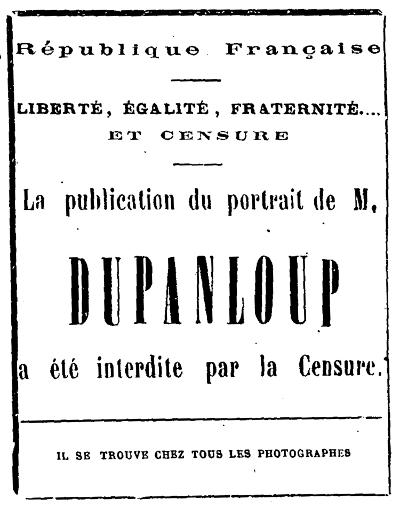
Portrait censuré de Mgr Dupanloup.
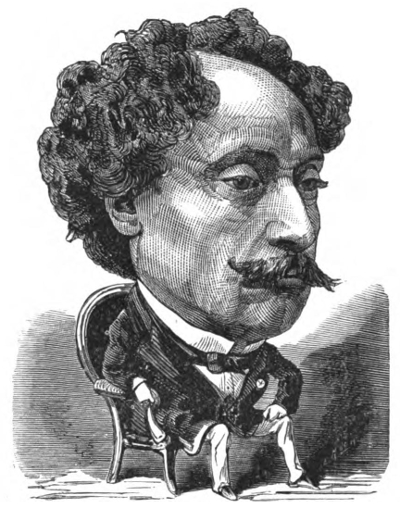
Alexandre Dumas fils.
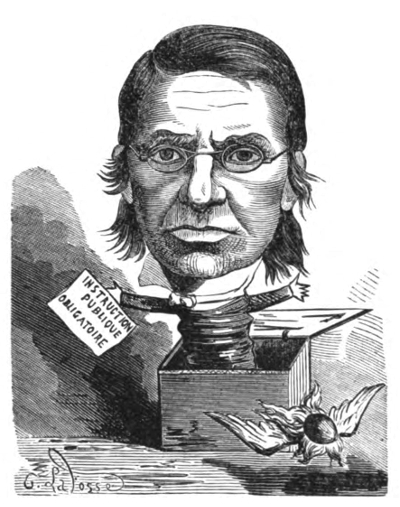
Émile Littré.
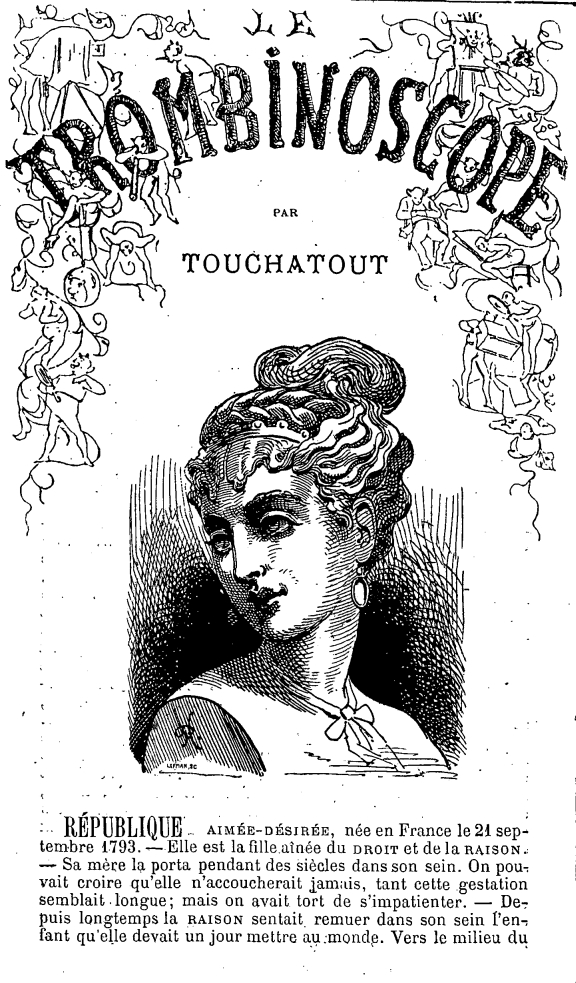
Personnage allégorique d’Aimée-Désirée République.
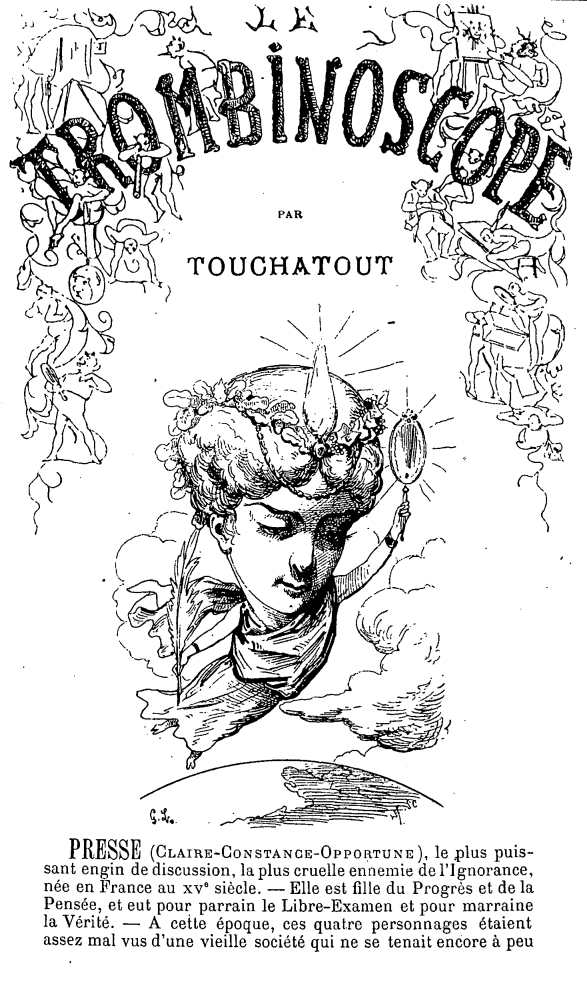
Personnage allégorique de Claire-Constance-Opportune Presse.
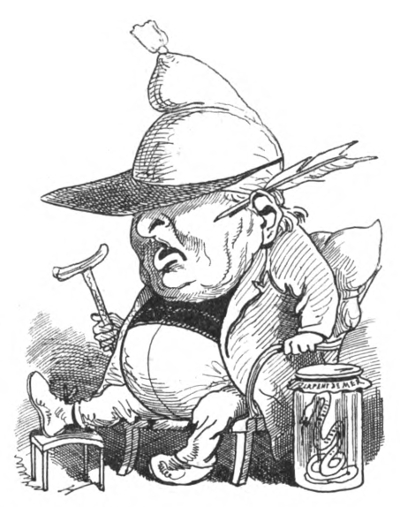
Portrait satirique du Constitutionnel.
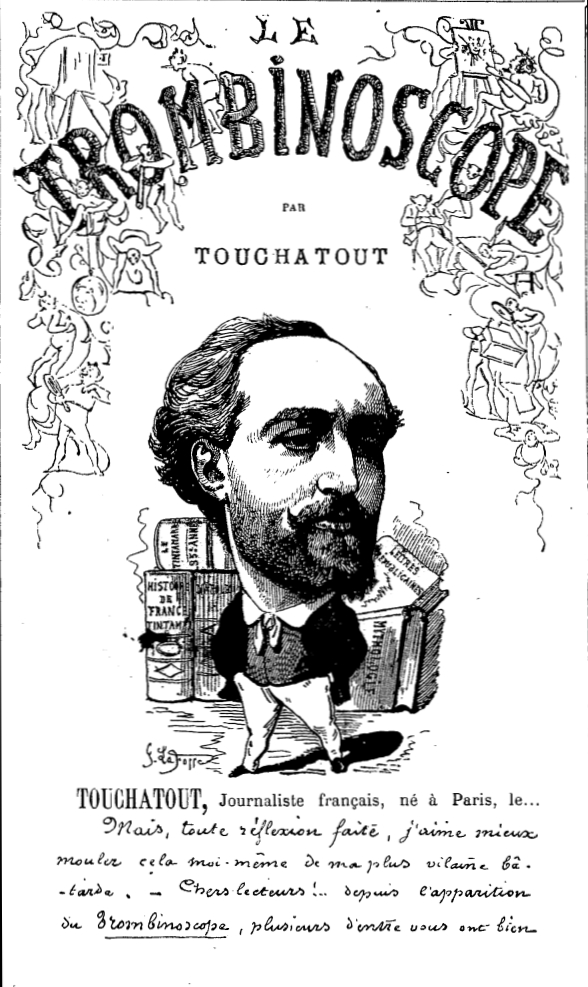
4. Touchatout.